# Tarantool
Tarantool е сървър за NoSQL бази данни и пренос на съобщения, който има отворен код. Разработен е от Mail.ru.
Ключовите му характеристики включват:
- Цялата информация се съхранява в РАМ паметта.
- Сигурността на запазената информация се осигурява посредством Write Ahead лог и следене на текущото състояние.
- Поддържа асинхронно репликиране и пази резерви от информация.
- Използва coroutines и асинхронизиран I/O, за да осигури по-бърз и сигурен достъп до складираната информация.
- Може да се използва под Linux, FreeBSD, Mac OS X
- Записват се методи в Lua, които осигуряват голяма функционалност.